# فيليب كيمارايس
فيليب كيمارايس (18 مارس 1991 في البرازيل - ) هو لاعب كرة قدم برازيلي في مركز الوسط.

## وصلات خارجية
- فيليب كيمارايس على موقع قاعدة بيانات كرة القدم.إي يو (الإنجليزية)
- فيليب كيمارايس على موقع Soccerway.com (الإنجليزية)